# Malvoideae
Malvoideae ist eine Unterfamilie innerhalb der Pflanzenfamilie der Malvengewächse (Malvaceae). Die Sorten einiger Arten werden als Zierpflanzen verwendet.

## Beschreibung

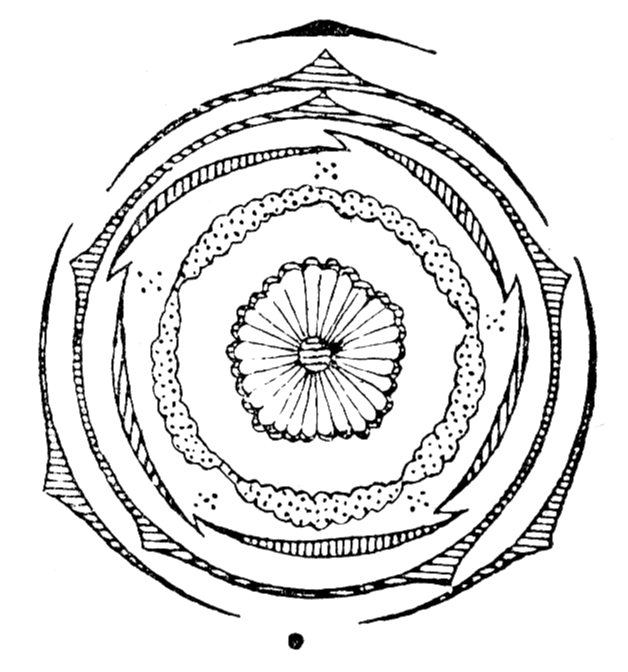
Blütendiagramm von Malva

### Vegetative Merkmale
Es sind meist verholzende Pflanzen. Die einfachen Laubblätter haben gezähnte oder glatte Blattränder.

### Generative Merkmale
Bei vielen Gattungen ist ein Nebenkelch vorhanden. Die zwittrigen, fünfzähligen Blüten besitzen eine doppelte Blütenhülle. Bei der Unterfamilie Malvoideae sind die vielen Staubblätter zu einer den Stempel umgebenden Röhre (Columna) verwachsen.

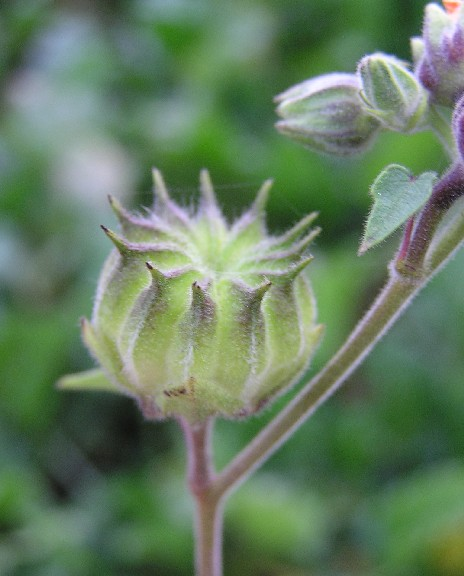
Tribus Malveae: Frucht einer Samtpappel (Abutilon theophrasti)

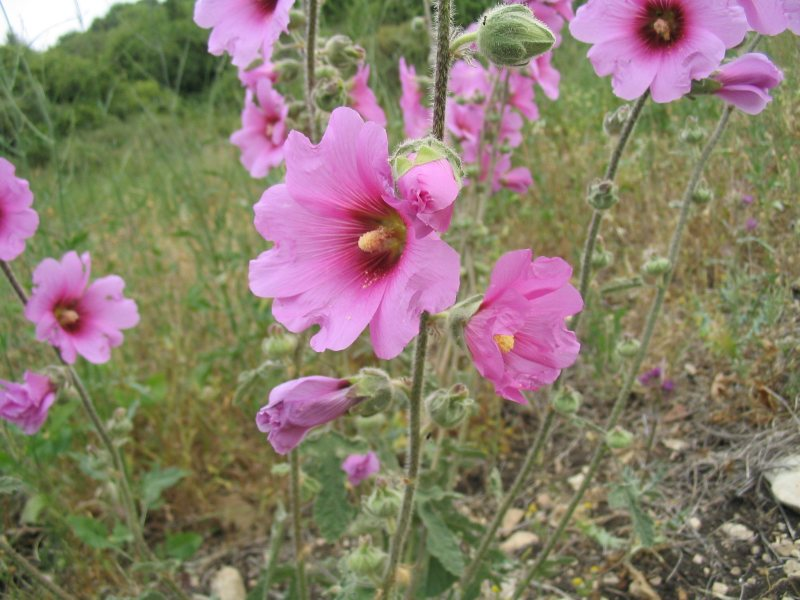
Tribus Malveae: Alcea setosa

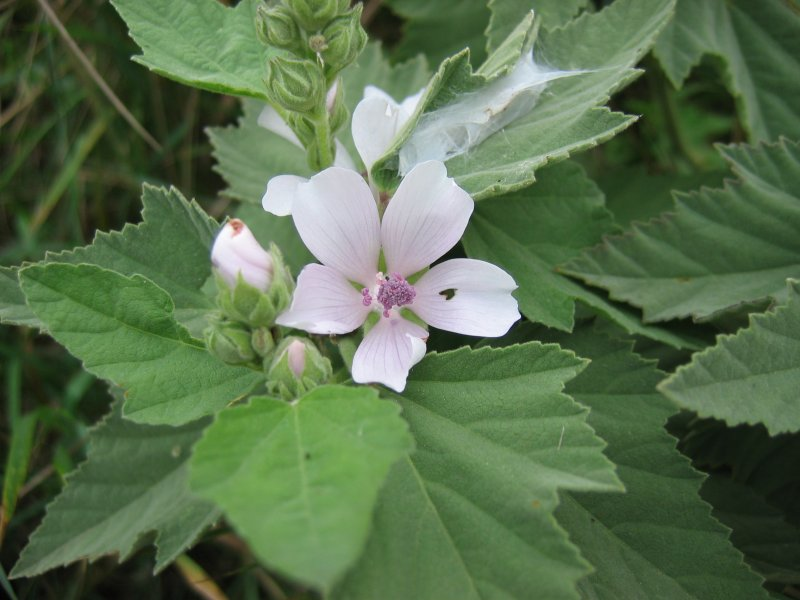
Tribus Malveae: Echter Eibisch (Althaea officinalis)

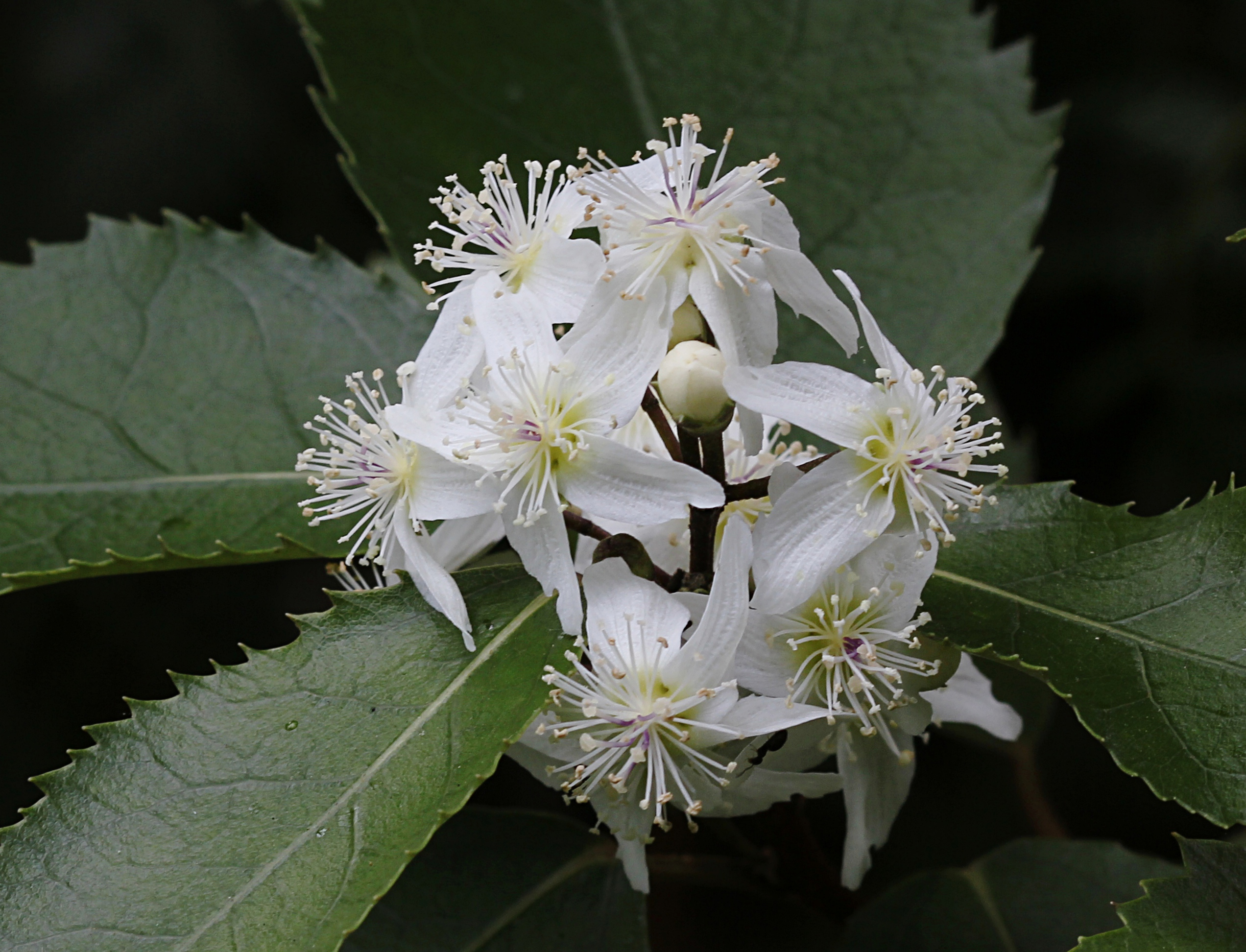
Tribus Malveae: Hoheria populnea

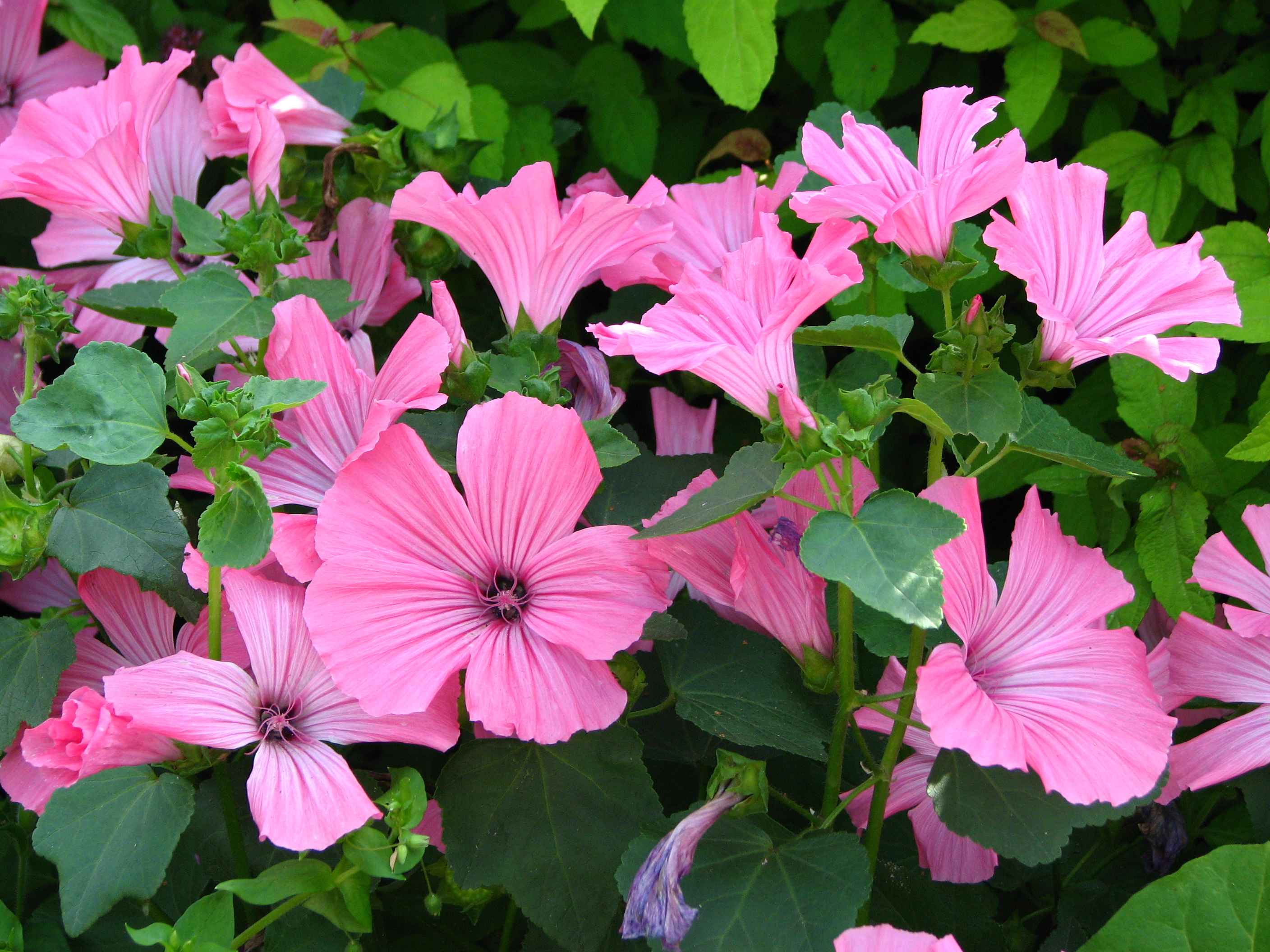
Tribus Malveae: Die Sorte 'Pink Beauty' der Bechermalve (Lavatera trimestris)

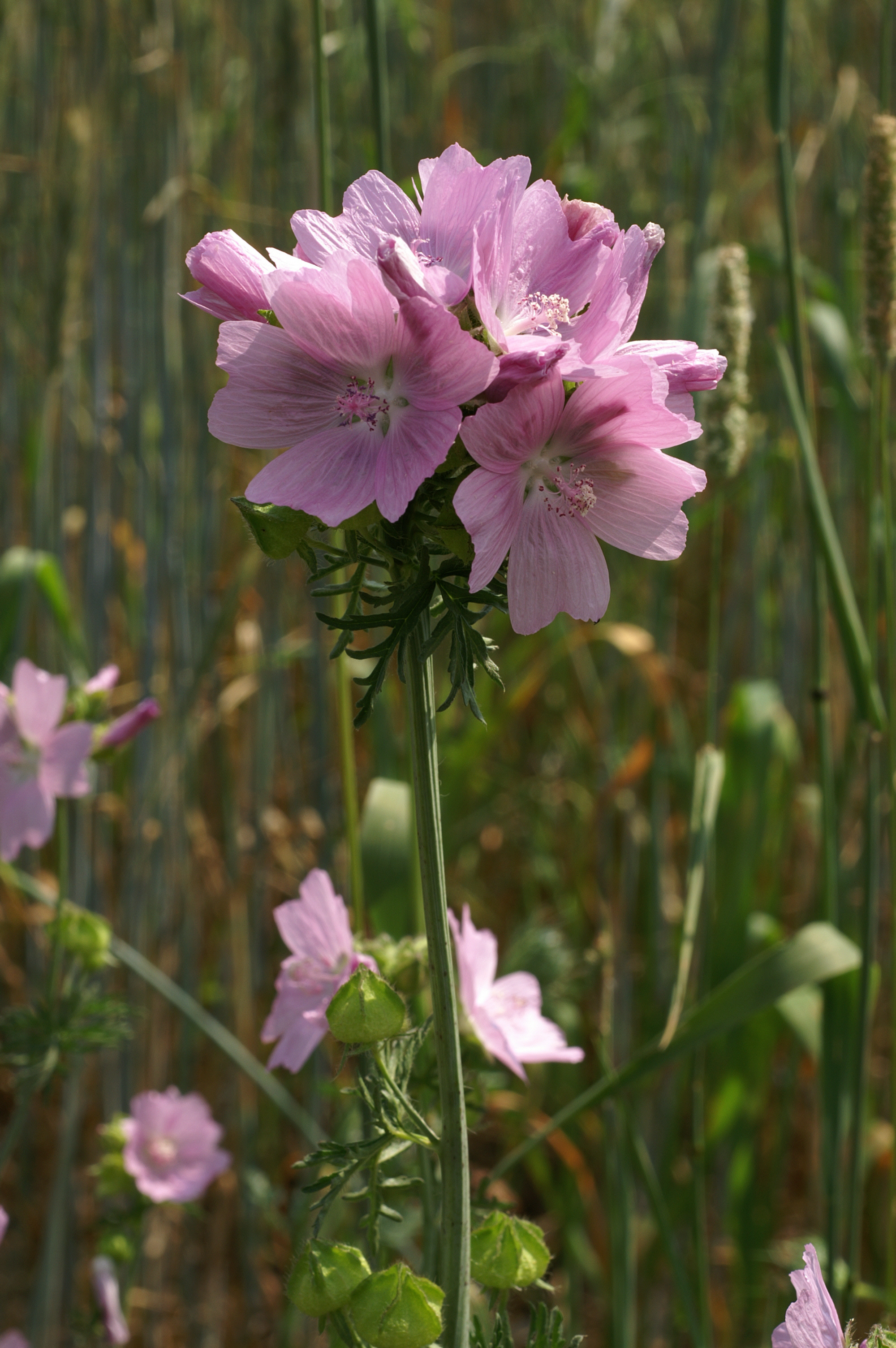
Tribus Malveae: Moschus-Malve (Malva moschata)

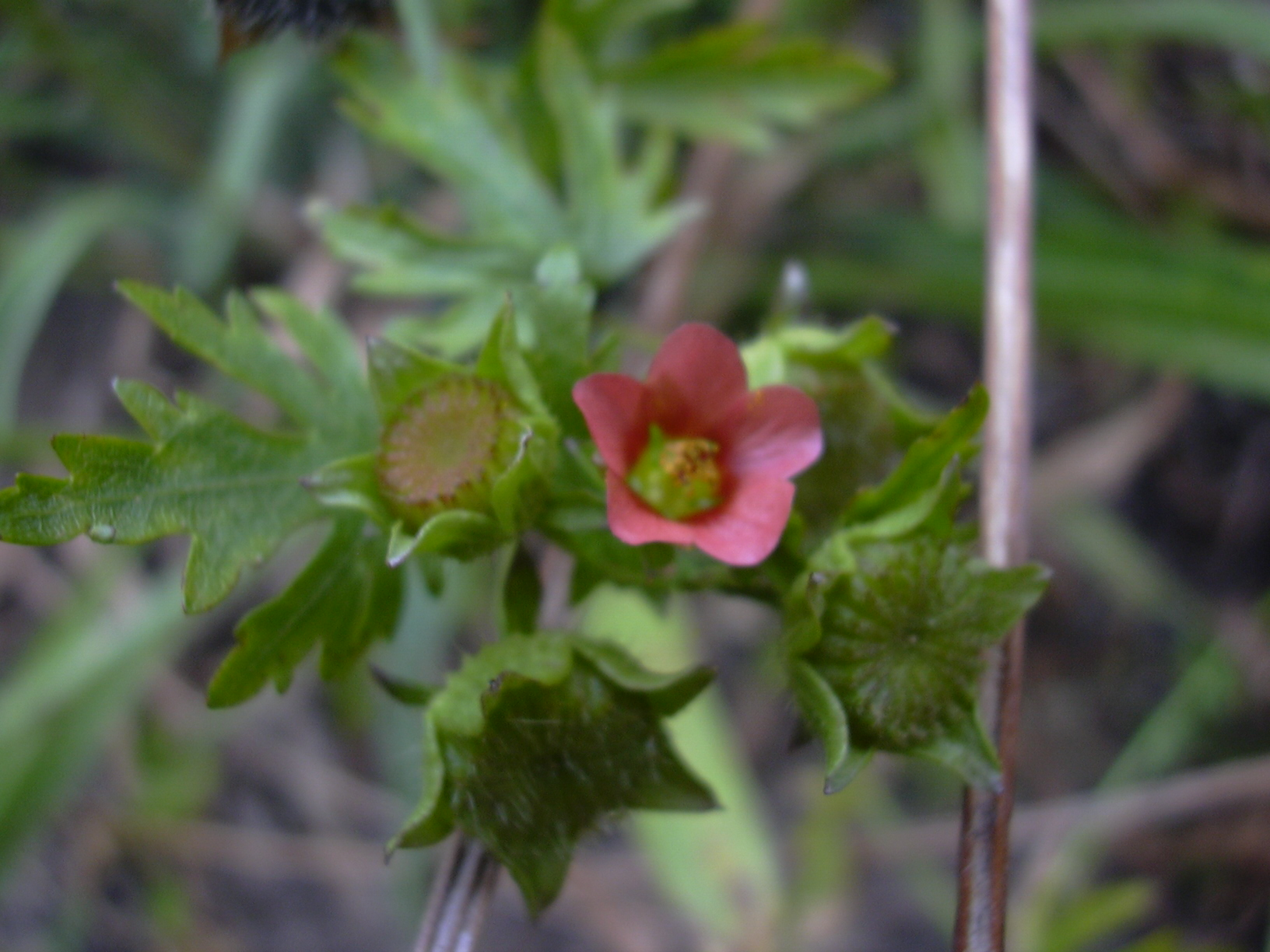
Tribus Malveae: Modiola caroliniana

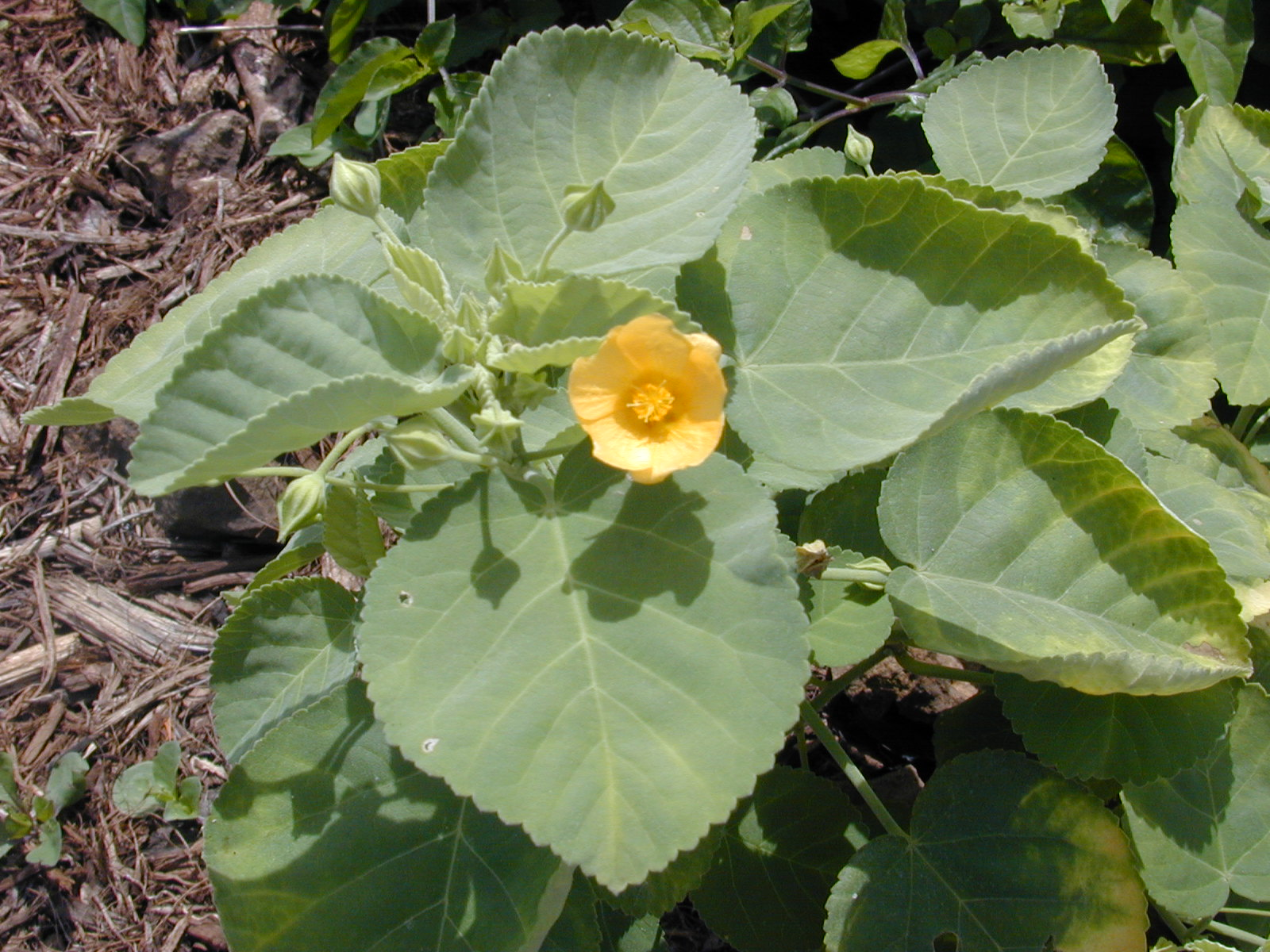
Tribus Malveae: Sida fallax

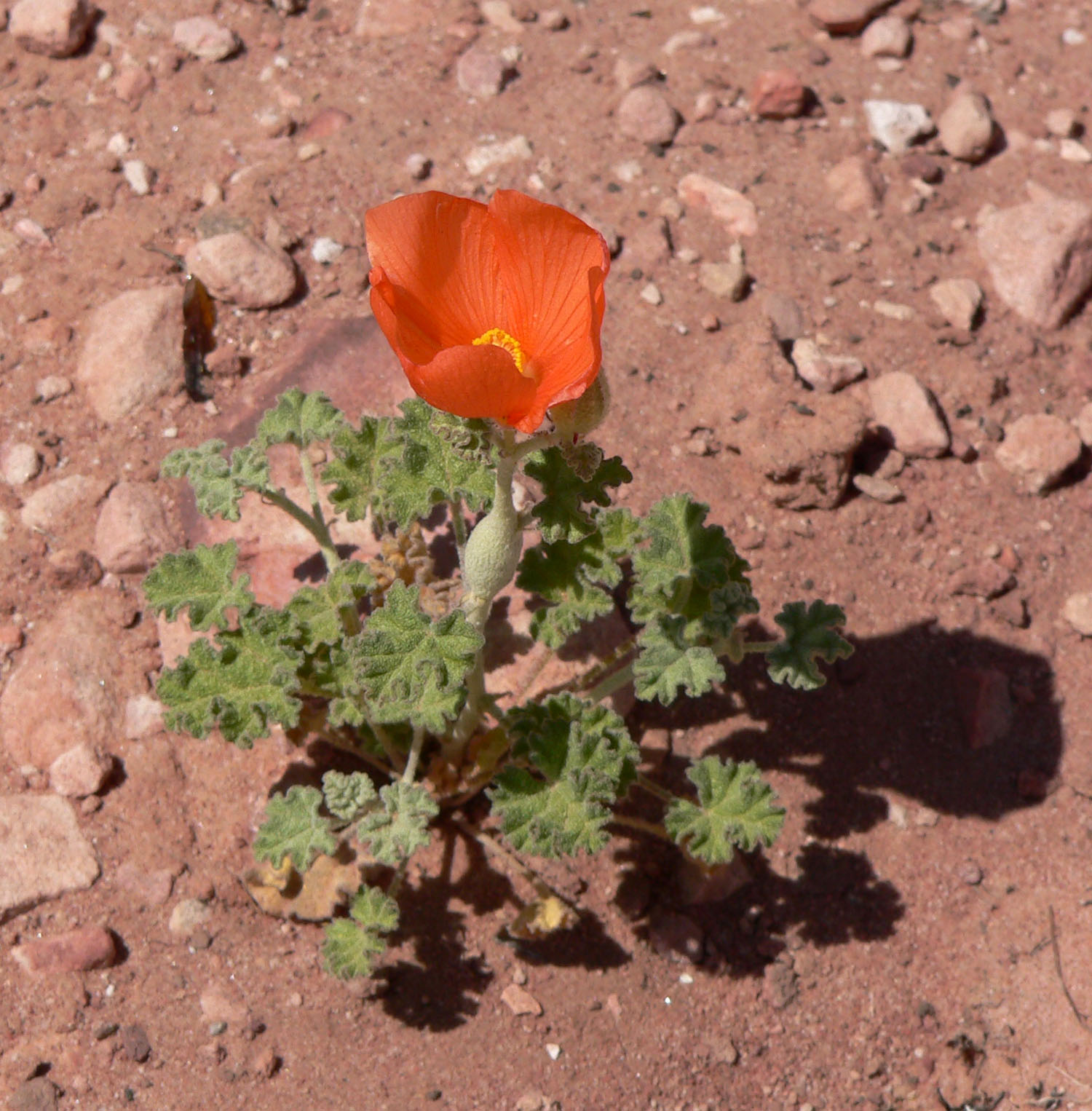
Tribus Malveae: Sphaeralcea ambigua

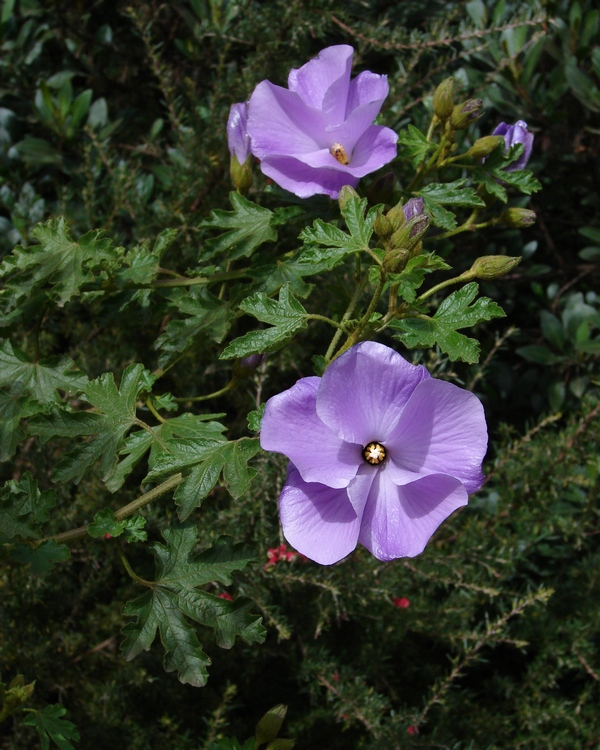
Tribus Gossypieae: Alyogyne huegelii

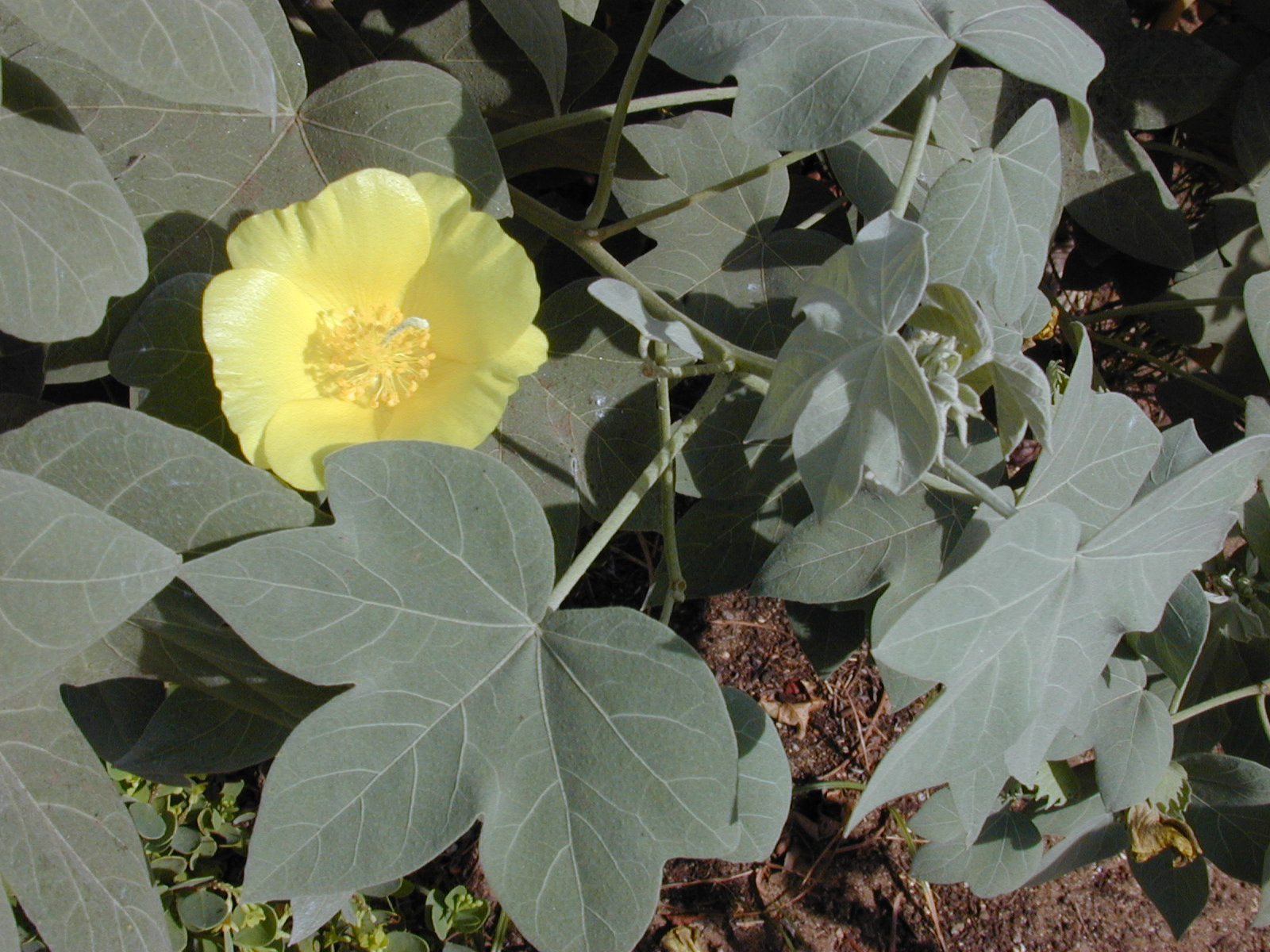
Tribus Gossypieae: Gossypium tomentosum

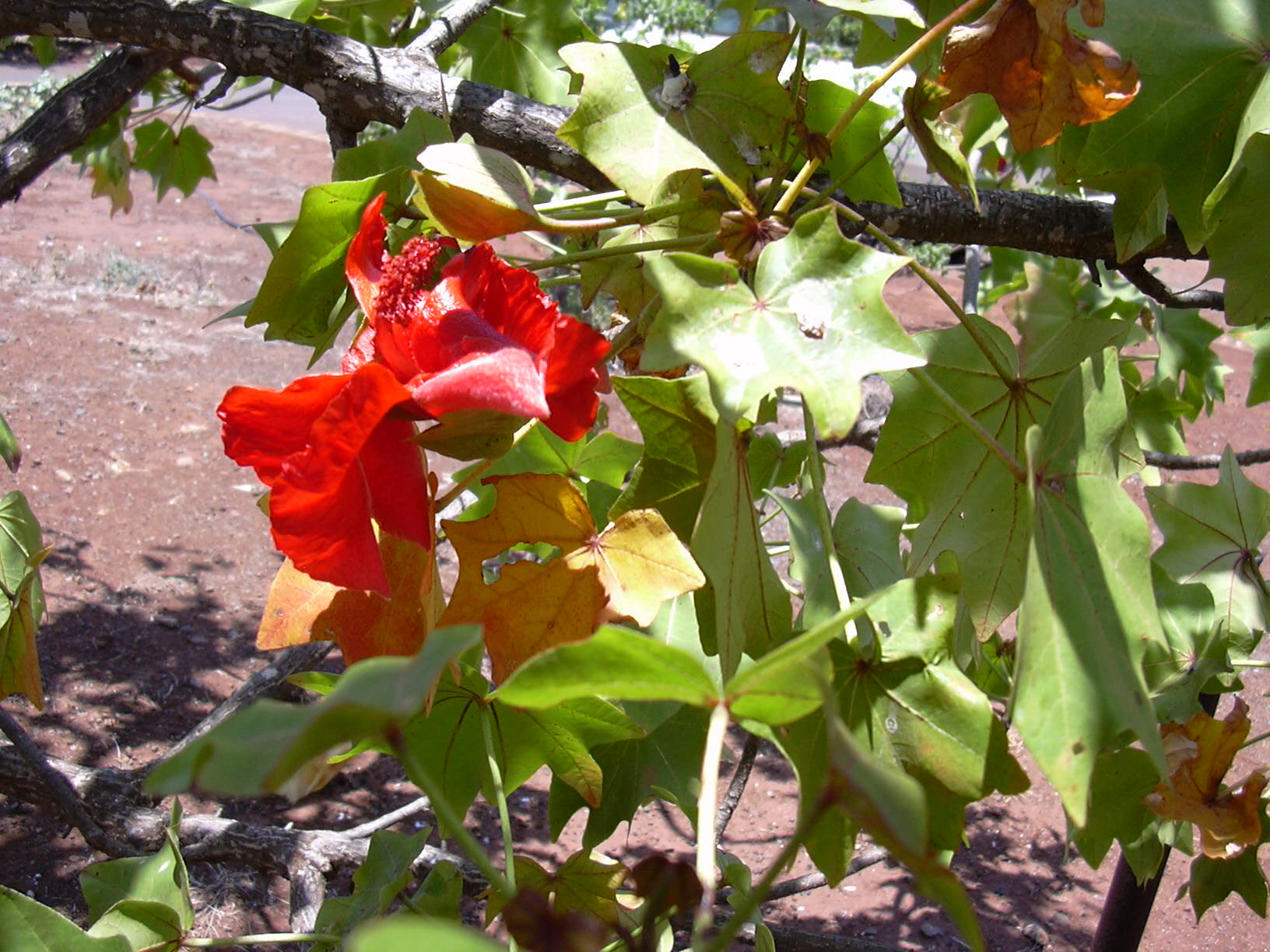
Tribus Gossypieae: Kokia cookei

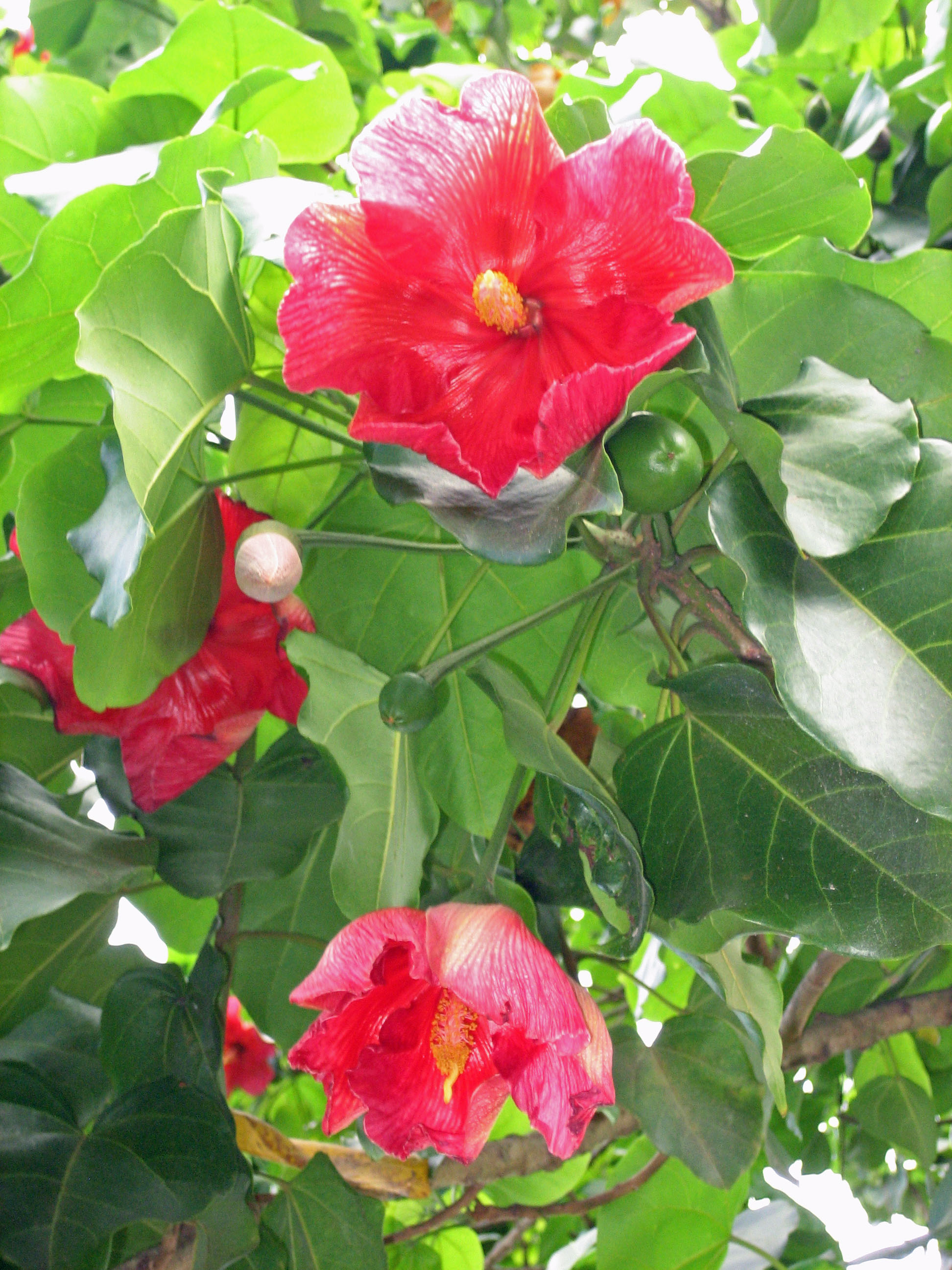
Tribus Gossypieae: Thespesia populnea

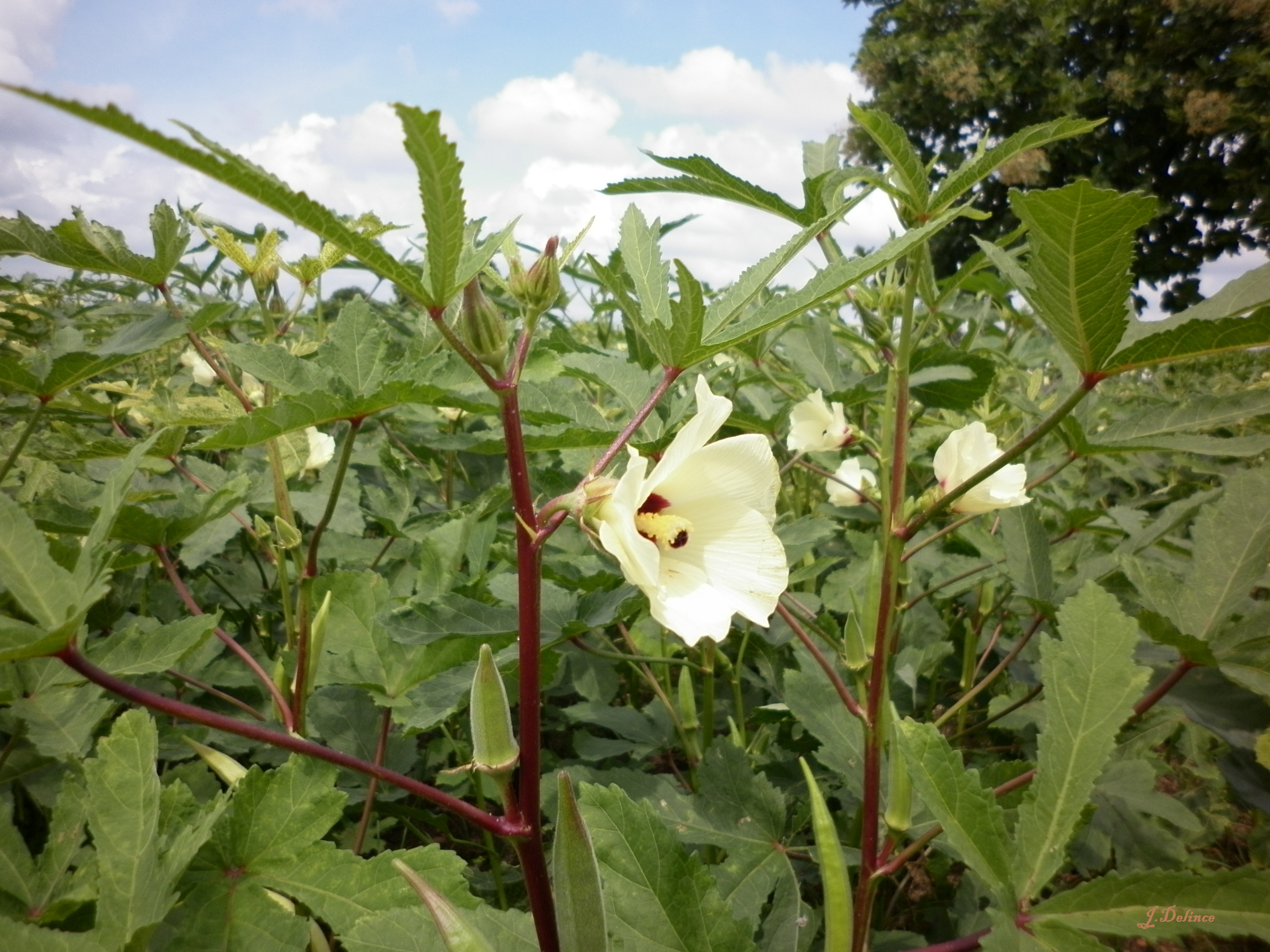
Tribus Hibisceae: Okra (Abelmoschus esculentus)

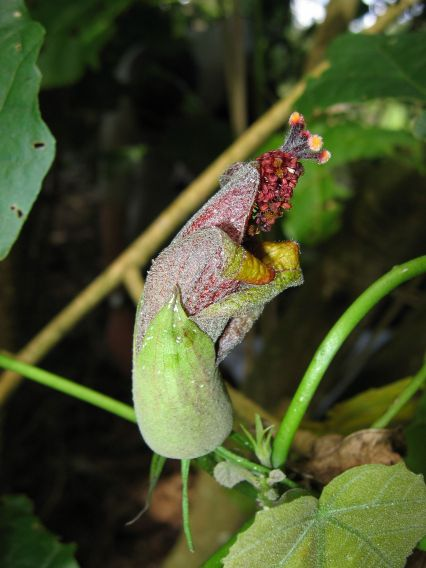
Tribus Hibisceae: Hibiscadelphus giffardianus

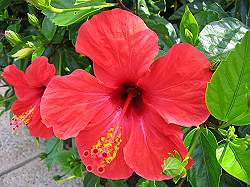
Tribus Hibisceae: Blüte einer Hibiskus-Sorte (Hibiscus rosa-sinensis)

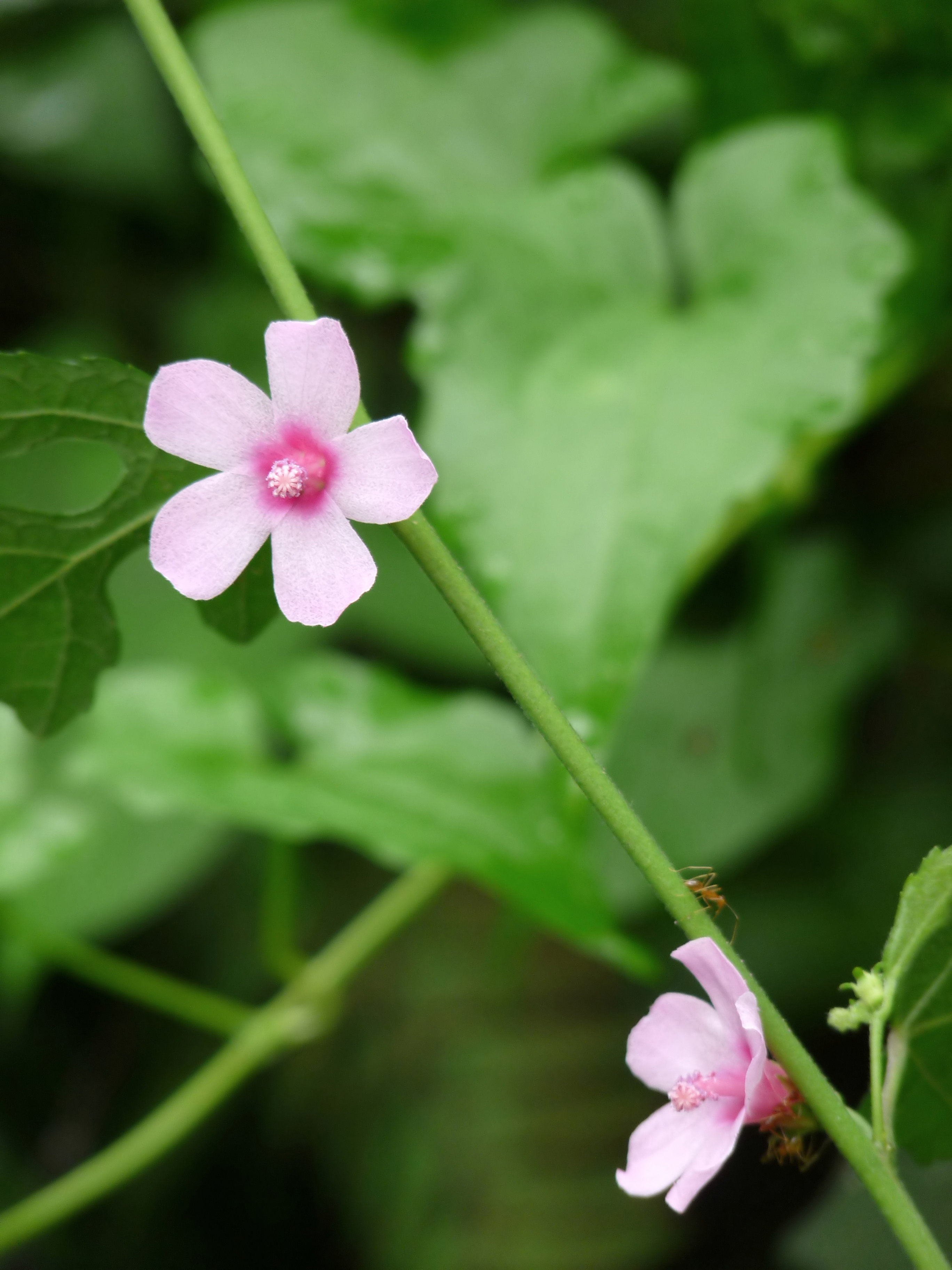
Tribus Hibisceae: Kongojute (Urena lobata)

## Systematik
Die Unterfamilie Malvoideae wurde 1835 durch Gilbert Thomas Burnett in Outlines of Botany, S. 816, 1094, 1118 unter dem Namen „Malvidae“ aufgestellt.
Die Unterfamilie der Malvoideae umfasst etwa 78 Gattungen mit etwa 1670 Arten. Die artenreichste Gattung innerhalb dieser Unterfamilie ist mit etwa 550 Arten Hibiskus (Hibiscus). Die Unterfamilie Malvoideae wird in vier Tribus untergliedert; zwei weitere Gattungen werden keiner Tribus zugeordnet:
- Tribus Malveae J.Presl: Sie enthält etwa 69 Gattungen:
  - Abutilon Mill.: Es gibt 100 bis 160 Arten; viele Arten werden Schönmalven genannt, bekannte Arten sind Samtpappel und Zimmerahorn
  - Acaulimalva Krapov.: Die etwa 19 Arten gedeihen in den Anden.[3]
  - Akrosida Fryxell & Fuertes: Von den nur zwei Arten kommt eine in Brasilien und die andere nur in der Dominikanischen Republik vor.[3]
  - Stockrosen (Alcea L.): Die etwa 50 Arten sind vom Mittelmeerraum bis Zentralasien verbreitet.[3]
  - Allosidastrum (Hochr.) Krapov., Fryxell & D.M.Bates: Die etwa vier Arten sind in der Neotropis verbreitet.
  - Allowissadula D.M.Bates: Die etwa neun Arten kommen von Texas bis Mexiko vor.
  - Eibisch (Althaea L.): Die etwa zwölf Arten sind in Eurasien verbreitet.[3]
  - Andeimalva J.A.Tate: Die etwa vier Arten gedeihen in den Anden.[3]
  - Scheinmalven (Anisodontea C.Presl): Die etwa 19 Arten kommen in Südafrika vor.
  - Anoda Cav.: Die etwa zehn Arten sind in der Neotropis verbreitet.
  - Asterotrichion Klotzsch: Sie enthält nur eine Art:
    - Asterotrichion discolor (Hook.) Melville: Dieser Endemit kommt nur in Tasmanien vor.[3]

  - Bakeridesia Hochr.: Die etwa 13 Arten sind in Zentralamerika verbreitet.[3]
  - Bastardia Kunth: Die etwa acht Arten sind in der Neotropis verbreitet.[3]
  - Bastardiastum (Rose) D.M.Bates: Die etwa sechs Arten kommen in Mexiko vor.
  - Bastardiopsis (K.Schum.) Hassl.: Die etwa sechs Arten sind in Südamerika verbreitet.
  - Batesimalva Fryxell: Die etwa zwei Arten kommen in Mexiko vor.[3]
  - Billieturnera Fryxell: Sie enthält nur eine Art:
    - Billieturnera helleri (Rose) Fryxell: Sie kommt vom südöstlichen Texas bis zum nordöstlichen Mexiko vor.

  - Briquetia Hochr.: Die etwa vier Arten sind in der Neuen Welt verbreitet.
  - Callirhoe Nutt.: Die etwa acht Arten sind in Nordamerika verbreitet.
  - Calyculogygas Krapov.: Sie enthält nur eine Art:
    - Calyculogygas uruguayensis Krapov.: Sie kommt in Uruguay vor.[3]

  - Calyptraemalva Krapov.: Sie enthält nur eine Art:
    - Calyptraemalva catharinensis Krapov.: Sie kommt nur brasilianischen Bundesstaat Santa Catarina vor.

  - Corynabutilon (K.Schum.) Kearney: Die etwa sieben Arten kommen in Argentinien und Chile vor.
  - Cristaria Cav.: Die etwa 75 Arten sind in Südamerika verbreitet.[3]
  - Dendrosida Fryxell: Die etwa sieben Arten kommen in Mexiko, Kolumbien und Venezuela vor.
  - Dirhamphis Krapov.: Die zwei Arten kommen in Bolivien und Paraguay vor.[3]
  - Eremalche Greene: Die etwa vier Arten kommen in den USA vor.
  - Fryxellia D.M.Bates: Sie enthält nur eine Art:
    - Fryxellia pygmaea (Correll) D.M.Bates: Sie kommt im südwestlichen Nordamerika vor.

  - Fuertesimalva Fryxell: Die etwa 13 Arten sind von Zentral- bis Südamerika verbreitet und kommen auf Galapagos vor.
  - Gaya Kunth: Die etwa 20 Arten kommen in der Neuen Welt und Neuseeland vor.
  - Gynatrix Alef.: Die zwei Arten kommen im südöstlichen Australien vor.
  - Herissantia Medik.: Die etwa sechs Arten sind vorwiegend in der Neotropis verbreitet.
  - Hochreutinera Krapov.: Die zwei Arten sind von Mexiko bis Südamerika verbreitet.
  - Hoheria A.Cunn.: Die drei bis sechs Arten kommen in Neuseeland (und den Kermadecinseln) vor.
  - Horsfordia A.Gray: Die etwa vier Arten kommen im südwestlichen Nordamerika vor.
  - Iliamna Greene: Die etwa sieben Arten sind in Nordamerika verbreitet.
  - Kearnemalvastrum D M.Bates: Die zwei Arten sind in Zentralamerika verbreitet.
  - Kitaibela Willd.: Sie enthält etwa zwei Arten:
    - Kitaibela vitifolia Willd.: Sie kommt nur auf der Balkanhalbinsel vor.[4]
    - Kitaibela balansae Boiss.: Sie kommt in Vorderasien vor.[4]

  - Krapovickasia Fryxell: Die etwa vier Arten sind von Zentral- bis Südamerika verbreitet.
  - Strauchpappeln (Lavatera L.): Die 5 bis 25 Arten sind von Makaronesien und dem Mittelmeerraum bis Mittel- und Südasien verbreitet.
  - Lawrencia Hook.: Die etwa zwölf Arten sind in Australien (einschließlich Tasmanien) verbreitet.
  - Lecanophora Speg.: Die etwa fünf Arten kommen in Argentinien vor.
  - Malacothamnus Greene: Die etwa 20 Arten sind in Nord-, Zentral- und Südamerika weitverbreitet.
  - Trichtermalve (Malope L.): Die etwa vier Arten kommen im Mittelmeerraum vor:[4]
    - Malope anatolica Huber-Morath: Sie kommt nur in Kleinasien vor.
    - Malope malacoides L.: Die etwa sechs Unterarten kommen im Mittelmeerraum vor.
    - Malope rhodoleuca Maire: Sie kommt nur in Marokko vor.
    - Malope trifida Cav.: Sie kommt nur im Mittelmeerraum vor.

  - Malven (Malva L.): Sie enthält etwa 25 Arten.
  - Malvastrum A.Gray: Sie enthält etwa 14 Arten.
  - Malvella Jaub. & Spach: Die vier Arten besitzen ein disjunktes Areal, darunter im Mittelmeergebiet:
    - Malvella sherardiana (L.) Jaub. & Spach[4]

  - Meximalva Fryxell: Die etwa zwei Arten kommen von den USA bis Mexiko vor.
  - Modiola Moench: Sie enthält nur eine Art:
    - Modiola caroliniana (L.) G.Don: Sie ist ursprünglich in der Neuen Welt beheimatet und in vielen Ländern wie in Spanien und Portugal ein Neophyt.[3]

  - Modiolastrum K.Schum.: Die etwa sieben Arten sind in Südamerika verbreitet.[3]
  - Monteiroa Krapov.: Die etwa fünf Arten sind im tropischen Südamerika verbreitet.[3]
  - Napaea L.: Sie enthält wohl nur eine Art:
    - Napaea dioica L.: Sie kommt in den USA vor.

  - Neobaclea Hochr.: Sie enthält nur eine Art:
    - Neobaclea crispifolia (Cav.) Krapov.: Sie kommt nur in Patagonien vor.[3]

  - Neobrittonia Hochr.: Sie enthält nur eine Art:
    - Neobrittonia acerifolia (G.Don) Hochr.: Sie kommt in Mexiko vor.[3]

  - Nototriche Turcz.: Die etwa 100 Arten sind in Südamerika verbreitet.[3]
  - Palaua Cav.: Die etwa 15 Arten gedeihen in den Anden.[3]
  - Periptera DC.: Die etwa vier Arten kommen in Mexiko vor.[3]
  - Phymosia Desv. ex Ham.: Mit etwa acht Arten, die in Mittelamerika vorkommen
  - Plagianthus J.R.Forst. & G.Forst.: Die nur zwei Arten kommen in Neuseeland (und den Chathaminseln) vor.
  - Pseudabutilon R.E.Fr.: Die etwa 18 Arten sind in der Neuen Welt verbreitet.
  - Rhynchosida Fryxell: Die etwa zwei Arten sind in der Neuen Welt verbreitet.
  - Robinsonella Rose & Baker f.: Die etwa 14 Arten sind in Zentralamerika verbreitet.
  - Sida L.: Es gibt etwa 200 Arten.
  - Sidalcea A.Gray: Die etwa 20 Arten sind in Nordamerika verbreitet.
  - Sidasodes Fryxell & Fuertes: Die etwa zwei Arten sind in Südamerika verbreitet.[3]
  - Sidastrum Baker f.: Die etwa sieben Arten sind in der Neotropis verbreitet.
  - Sphaeralcea A. St.-Hil.: Die etwa 60 Arten sind in der Neuen Welt verbreitet, beispielsweise:
    - Sphaeralcea procera Ced.Porter

  - Tarasa Phil.: Die etwa 25 Arten gedeihen in den Anden.[3]
  - Tetrasida Ulbr.: Die etwa vier Arten sind in Südamerika verbreitet.[3]
  - Wissadula Medik.: Die etwa 25 bis 30 Arten sind hauptsächlich in der Neotropis verbreitet.

- Tribus Gossypieae: Sie enthält seit 2016 etwa elf Gattungen:
  - Alyogyne Alef.: Die etwa vier Arten kommen in Australien vor.
  - Azanza Alef.: Diese 2016 reaktivierte Gattung enthält nur zwei Arten in der Paläotropis.[5]
  - Cephalohibiscus Ulbr.: Sie enthält nur eine Art:
    - Cephalohibiscus peekelii Ulbr.: Sie kommt in Papua-Neuguinea und auf den Salomonen vor.[3]

  - Cienfuegosia Cav.: Die etwa 25 Arten kommen in der Neuen Welt und Afrika vor.
  - Gossypioides Skovst. ex J.B.Hutch.: Von den nur zwei Arten kommt eine in Ostafrika und die andere in Madagaskar vor.
  - Baumwolle (Gossypium L.): Die artenreichste Gattung der Tribus: gegliedert in vier Untergattungen mit etwa 50 Arten. Die Verbreitung ist pantropisch, meist in ariden Habitaten.
  - Hampea Schltdl.: Die etwa 20 Arten sind von Zentralamerika bis ins nördliche Südamerika verbreitet.
  - Kokia Lewton: Die etwa vier Arten kommen in Hawaii vor.
  - Lebronnecia Fosberg: Sie enthält nur eine Art:
    - Lebronnecia kokioides Fosberg & Sachet: Dieser Endemit kommt nur auf den Marquesas-Inseln vor.[3]

  - Thepparatia Phuph: Sie enthält nur eine Art:
    - Thepparatia thailandica Phuph: Sie kommt in Thailand vor.

  - Tropeneibische (Thespesia Sol. ex Corrêa): Die seit 2016 nur noch 16 Arten sind in den Tropen weitverbreitet.[5]

- Tribus Hibisceae: Sie enthält etwa 27 bis 30 Gattungen:
  - Abelmoschus Medik.: Die etwa 15 Arten gedeihen in tropischen und subtropischen Gebieten in der östlichen Hemisphäre. Manche Arten werden Bisameibisch genannt. Hierher gehört z. B.:
    - Okra (Abelmoschus esculentus (L.) Moench)
    - Maniok-Bisameibisch (Abelmoschus manihot (L.) Medik.)

  - Anotea (DC.) Kunth: Die ein oder zwei Arten kommen in Mexiko vor.[3]
  - Cenocentrum Gagnep.: Sie enthält nur eine Art:
    - Cenocentrum tonkinense Gagnepain: Sie kommt im südlichen China, Laos, Thailand und Vietnam vor

  - Decaschistia Wight & Arn.: Die zwei bis zehn Arten sind im tropischen Asien verbreitet.
  - Fioria Mattei: Mit bis zu vier Arten, die in Afrika und Asien vorkommen
  - Goethea Nees (bei manchen Autoren in die Gattung Pavonia eingegliedert): Mit etwa zwei Arten in Brasilien
  - Helicteropsis Hochr.: Die etwa zwei Arten kommen auf Madagaskar vor.
  - Hibiscadelphus Rock: Die etwa vier Arten kommen auf Hawaii vor.[3]
  - Hibiskus (Hibiscus L.): Je nach Autor enthält diese Gattung 300 bis über 500 Arten. Der Umfang dieser in den meisten Untersuchungen als polyphyletisch bezeichneten Gattung wird kontrovers diskutiert.[6]
  - Humbertianthus Hochr.: Sie enthält nur eine Art:
    - Humbertianthus cardiostegius Hochr.: Sie kommt auf Madagaskar vor.

  - Humbertiella Hochr.: Die etwa drei Arten kommen auf Madagaskar vor.
  - Kosteletzkya C.Presl: Die etwa 30 Arten sind in der Neuen Welt, in Afrika und auf Madagaskar verbreitet. Eine Art tritt auch in Südeuropa auf:
    - Kosteletzkya pentacarpos (L.) Ledeb.[7]

  - Macrostelia Hochr.: Etwa drei Arten kommen in Madagaskar und eine Art in Queensland vor.
  - Malachra L.: Die etwa neun Arten sind  in der Neotropis verbreitet.
  - Malvaviscus Fabr.: Die etwa fünf Arten sind in der Neotropis verbreitet.
    - Beerenmalve (Malvaviscus arboreus)  Dill. ex Cav.: Aus Mittelamerika bis Peru, Kolumbien, Venezuela.

  - Megistostegium Hochr.: Die etwa drei Arten auf Madagaskar vor.
  - Papuodendron C.T.White: Die ein bis zwei Arten kommen auf Neuguinea vor.[3]
  - Pavonia Cav.: Der Umfang dieser Gattung wird kontrovers diskutiert, es sind etwa 150 Arten enthalten.
    - Pavonia multiflora A.St.-Hil.: Aus dem südöstlichen Brasilien.

  - Peltaea (C.Presl) Standl.: Die etwa vier Arten sind in der Neotropis verbreitet.
  - Perrierophytum Hochr.: Die etwa neun Arten kommen auf Madagaskar vor.
  - Phragmocarpidium Krapov.: Sie enthält nur eine Art:
    - Phragmocarpidium heringeri Krapov.: Sie kommt in Brasilien vor.

  - Radyera Bullock: Von den nur zwei Arten kommt die eine in Australien und die andere in Südafrika vor.[8]
  - Rojasimalva Fryxell: Sie enthält nur eine Art:
    - Rojasimalva tetrahedralis Fryxell: Sie kommt nur in Venezuela vor.[3]

  - Senra Cav.: Sie enthält nur eine Art:
    - Senra incana Cav.: Sie kommt in Ostafrika, auf der Arabischen Halbinsel und auf Socotra vor.[3]

  - Symphyochlamys Gürke: Sie enthält nur eine Art:
    - Symphyochlamys erlangeri Gürke: Sie ist im tropischen Afrika verbreitet.[3]

  - Talipariti Fryxell (wird von manchen Autoren auch zu Hibiscus gerechnet): Die 17 bis 24 Arten sind in den Tropen, hauptsächlich in Südostasien verbreitet.[3] Darunter:
    - Lindenblättriger Eibisch (Talipariti tiliaceum (L.) Fryxell, Syn.: Hibiscus tiliaceus L.)

  - Urena L.: Die etwa sechs Arten sind in tropischen und subtropischen Gebieten verbreitet, beispielsweise:
    - Kongojute (Urena lobata L.)

  - Wercklea Pittier & Standl.: Die etwa zwölf Arten sind in der Neotropis verbreitet.

- Tribus Kydieae: Sie enthält etwa vier Gattungen:
  - Dicellostyles Benth.: Sie enthält vermutlich nur einer Art:
    - Dicellostyles axillaris (Thwaites) Bentham: Sie kommt nur in Sri Lanka vor.[3]

  - Julostylis Thwaites: Die ein bis drei Arten, die kommen in Indien und in Sri Lanka vor.[3]
  - Kydia Roxb.: Die nur zwei Arten sind in Indien, Bhutan, Myanmar, China, Kambodscha und Vietnam verbreitet.[9]
  - Nayariophyton T.K.Paul: Sie enthält nur eine Art:
    - Nayariophyton zizyphifolium (Griffith) D.G.Long & A.G.Miller: Sie ist in Indien, Bhutan, Thailand und im südlichen China nur in Zhenkang im südwestlichen Yunnan verbreitet.[9]

- Keiner Tribus zugeordnet sind die beiden Gattungen:
  - Howittia F. Mueller: Sie enthält nur eine Art:
    - Howittia trilocularis F.Mueller: Sie kommt im südöstlichen Australien vor.

  - Jumelleanthus Hochr.: Sie enthält nur eine Art:
    - Jumelleanthus perrieri Hochr.: Sie kommt nur in Madagaskar vor.